# Château de Chaumont (Haute-Savoie)
Pour les articles homonymes, voir Château de Chaumont.
Le château de Chaumont est un ancien château fort, du XIIe siècle, dont les ruines se dressent sur la commune de Chaumont dans le département de la Haute-Savoie, en région Auvergne-Rhône-Alpes. Le château est le siège d’une châtellenie entre les XIVe et XVIe siècles.

## Situation
Les vestiges du château de Chaumont sont situés dans le département français de la Haute-Savoie sur la commune de Chaumont, à 636 mètres d'altitude sur un promontoire rocheux terminant le Vuache au sud-est au-dessus des gorges du Fornant.
Cette position permet de verrouiller le passage de « Malpas » (mauvais passage) et protégeait le nord-ouest du comté de Genève. Avec une large vue panoramique, c'est un endroit de passage et de péage obligé de la route médiévale de Genève à Seyssel, l'une des principales voie du comté de Genève, établit sur une route secondaire romaine, qui conduisait de Chambéry par Rumilly et Frangy. À ses pieds, « sur le col, entre [le] promontoire et les contreforts du Vuache », s'est développé un bourg, lui-même fortifié, qui reçut le 18 mai 1310 ses franchises.

## Historique
Au XIe siècle, le château de Chaumont faisait partie d'un fief relevant des comtes de Genève. Les comtes de Genève auraient peut être reçu le château des rois de Bourgogne[réf. nécessaire]. Un Guillaume de Chaumont, vassal du comte Aymon Ier de Genève, est cité en 1124 comme témoin à l'accord de Seyssel,.
Au XIIe siècle, les sires de Chaumont en font hommage aux comtes de Genève. Le château est attesté pour la première fois dans les textes, en 1174, sous le terme castra. Il aurait été vendu au comte par les sires de Chaumont entre 1160 et 1178
Le 25 août 1178, Guillaume Ier de Genève en rend hommage à son tour à l'abbé de Saint-Maurice d'Agaune. Le médiéviste François Demotz donne  pour la date l'année 1174 et précise « l'origine des droits de l'abbaye est inconnue mais que les domaines correspondants, fortifiés ou non, aient d'abord été la propriété de Saint-Maurice d'Agaune reste l'hypothèse la plus vraisemblable ».
Le chevalier Pierre de Bossy rend hommage pour ses possessions dans le château au comte Aymon II de Genève, durant l'année 1273. Trois ans plus tard, le château est cédé avec celui de Sallenôves à Aymon de Sallenove. Il devait posséder le fief ou « tout au moins une maison forte dans l'enceinte du château ». Agnès de Châlons, dame de Chaumont et veuve d'Amédée II de Genève y réside en 1308.
Le fief de Chaumont passe à la maison de Savoie, à partir de 1355. Il conserve son rôle de chef-lieu de châtellenie ou mandement, dont ont été conservés les comptes de châtellenie depuis 1356.
En 1536, lors de la 1re occupation françaises du duché de Savoie par les troupes de François Ier, le château est pris et démantelé. François Ier y dort après être passé à Seyssel. Reconstruit par le duc Emmanuel-Philibert, le château est attaqué en 1589 et 1590 par les troupes bernoises et genevoises ; il est défendu alors par le seigneur de Thiollaz (Chaumont).
En 1630, le château sera complètement rasé par les troupes de Louis XIII. En 1681, Marc-Louis Deschamps, conseiller d'État, verra ses terres de Chaumont érigées en marquisat ; le château étant quant à lui en ruines.
En 1774, Chaumont est acquis, auprès de la famille Deschamps, par Joseph-Nicolas de La Grange qui devient ainsi marquis du Vuache (Vulbens) et de Chaumont.

## Description

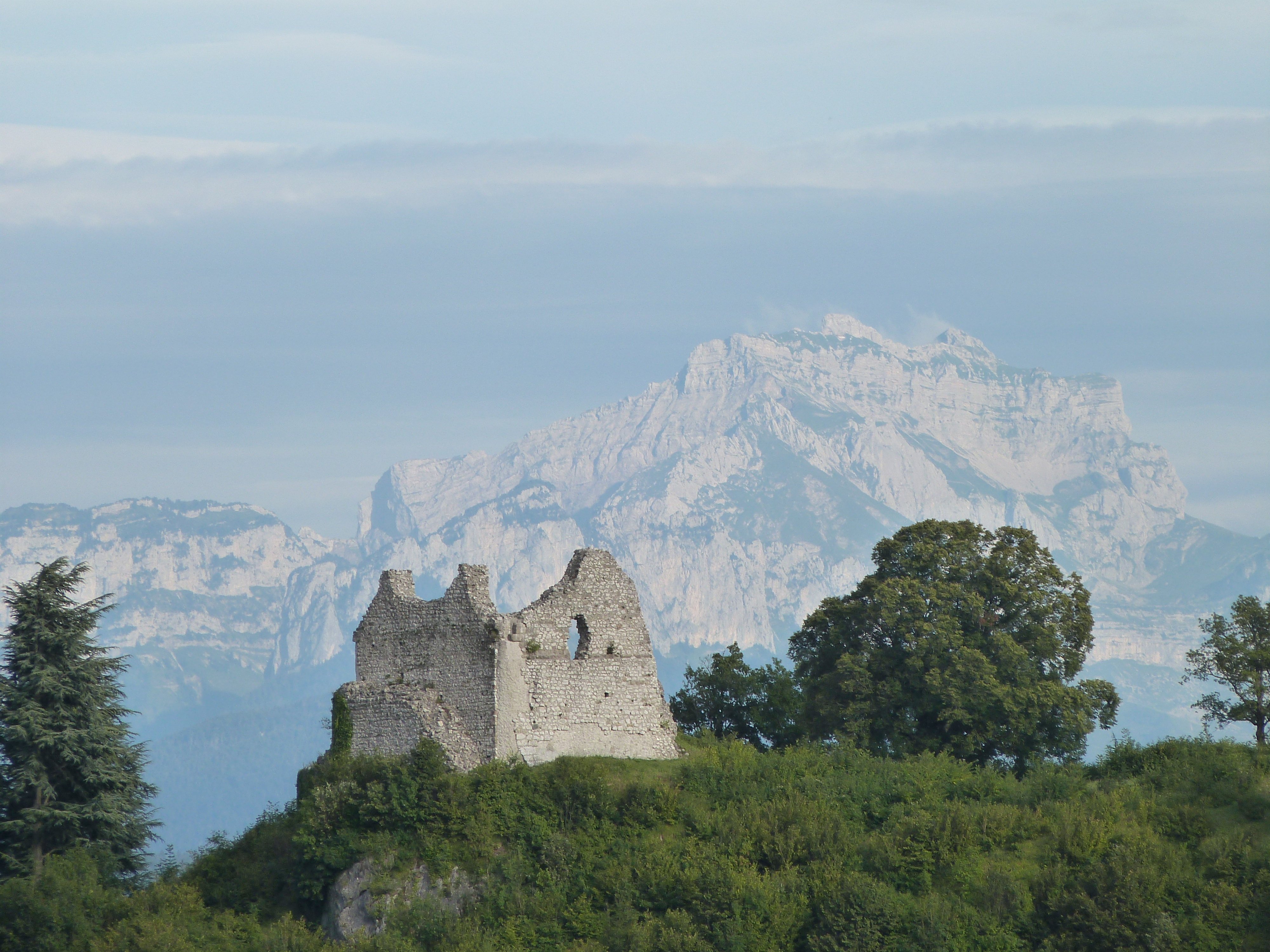
Une vue des ruines du château de Chaumont avec en arrière-plan la montagne de la Tournette.

Le château était composé de deux, voire trois, enceintes successives, enceinte basse et enceinte haute. On accédait à la première enceinte ou plain-château du côté ouest après avoir emprunté un chemin taillé à flanc de rocher partant du bourg et qui longeait la courtine de la première enceinte sur une vingtaine de mètres avant de pouvoir accéder à la porte. De là, un chemin taillé partiellement dans le rocher traversait cette première enceinte qui occupe une superficie de plus de 5 000 m2 et donnait accès à une autre porte percée dans la seconde enceinte de 2 500 m2 qui se dressait au nord de la butte et entourait le château.
Dans cette enceinte haute, face à la porte se dressait, dans l'angle sud une tour quadrangulaire. L'angle est a probablement été renforcé par une tour ronde dressée au XIIIe siècle et l'ensemble est dominé, dans l'angle nord, par une tour maitresse quadrangulaire romane de 11 × 9 mètres. De par sa petite taille, elle s'apparenterait aux Bergfrieden abondamment répandus en terre d'Empire et en France méridionale. Construite en petit appareil, elle est caractéristique des tours romanes dressées aux XIe et XIIe siècles. Cette dernière se dresse au point culminant du rocher contre l'enceinte, en surplomb sur le bourg, et un corps de logis lui était accolé. Quant au grand logis, il s'appuyait sur la courtine de l'autre côté de la cour. Les fouilles ont notamment permis d'établir que l'eau était amenée par des conduites en sapin.
La tour maîtresse a fait l'objet d'une restauration en 2009.

## Châtellenie de Chaumont
Le château de Chaumont est le siège d'une châtellenie, dit aussi mandement (mandamentum),. Il s’agit plus particulièrement d’une châtellenie comtale, relevant directement du comte de Genève. Le mandement de Chaumont est un territoire s'étendant sur les deux versants de la montagne du Vuache, notamment la haute Semine, elle « remontait assez haut, au nord, le long de la pente orientale du Vuache, et s'étendait au couchant, dans la Semine, jusqu'au Rhône ».
Dans la seconde moitié du XVe siècle, elle comprend les communes situées de part et d'autre du torrent de Fornant, affluent des Usses, soit les communes de « Contamine, Marlioz, Chavannes, Minzier, Épagny, Jonzier, Savigny, Dingy-en-Vuache ; la paroisse de Musiège, toute plantée de vignes, au midi ;—au couchant : Chessenaz, Vanzy, Clarafond, peut-être Arcine et Éloise, et des deux côtés tous les hameaux gros et petits existant aujourd'hui [1891] dans le canton de Frangy ».
Au XVIIe siècle, les armes du mandement de Chaumont se blasonnaient ainsi : Trois truffes de gueules.
Dans le comté de Genève, puis le comté de Savoie à partir de 1355, le châtelain est un « [officier], nommé pour une durée définie, révocable et amovible »,. Il est chargé de la gestion de la châtellenie ou mandement, il perçoit les revenus fiscaux du domaine, et il s'occupe de l'entretien du château. Le châtelain est parfois aidé par un receveur des comptes, qui rédige « au net [...] le rapport annuellement rendu par le châtelain ou son lieutenant ».

### Fonds d'archives
- Série : Comptes des châtellenies (1356-1528 • 1402-1515). Fonds : Comptes de châtellenie et de subsides; Cote : SA 17409-17444 • SA 11129-11230. Chambéry : Archives départementales de la Savoie (présentation en ligne).« Chaumont »
- Série : Comptes des châtellenies (XIIIe siècle-XVIe siècle). Fonds : Inventaire-Index des comptes de châtellenie et de subsides; Cote : SA. Chambéry : Archives départementales de la Savoie (présentation en ligne).p. 232-241, « Chaumont »